# 天栄駅
天栄駅（てんえいえき）は、香港新界元朗区にある軽鉄の駅。駅番号は500、第4料金エリアに位置する。駅名は付近の天栄路に由来する。

## 駅構造

### のりば
| 1F | 出口                                                | 天水囲市中心公共交通インターチェンジ、栢慧豪園 |
| 1F | ホーム                                              |                                                |
| 1F | 運用停止                                            |                                                |
| 1F | ホーム                                              |                                                |
| 1F | 運用停止(元720ホーム）                              |                                                |
| 1F | ホーム                                              |                                                |
| 1F | 運用停止(元721ホーム）                              |                                                |
| 1F | ホーム                                              |                                                |
| 1F | 運用停止(元 ホーム）                                |                                                |
| 1F | ホーム                                              |                                                |
| 1F | 運用停止(元ホーム）                                 |                                                |
| 1F | ホーム                                              |                                                |
| 1F | 天水囲循環線（天湖方面）\| 天逸方面                 |                                                |
| 1F | 天水囲循環線（天水囲方面）\| 友愛方面 \| 天水囲方面 |                                                |
| 1F | ホーム                                              |                                                |
| 1F | 出口                                                | 天城路、嘉湖山荘（麗湖居）                     |

## 隣の駅
香港鉄路
■軽鉄

銀座駅 (455) - 天栄駅(500) - 天悦駅 (510)

天悦駅 (510) - 天栄駅(500) - 銀座駅 (455)

銀座駅 (455) - 天栄駅(500) - 翠湖駅 (490)

銀座駅 (455) - 天栄駅(500) - 翠湖駅 (490)

## 歴史
1995年に天水囲支線の二期線の駅として開業し、720線と721線の列車が停車していた。開業時の駅名は天水囲総駅であり、天水囲の中心部に近い。
開業当時は2番から5番のりばしかなく、2番ホームは720線ののりばで、3番ホームは721線ののりばであった。
2003年に天水囲支線四期線、天水囲予備区支線及び九広西鉄（現在の屯馬線）が開業した時に、新駅の天水囲駅との混同を避けるために、8月1日に天栄駅に改名した。同じ年に1番のりばと6番のりばも完成し、うち6番のりばは南行きホームで、761線・706線と751線の列車が停車した。4番と5番のりばは北行きホームで、751線と705線の列車が停車し、3番のりばは761線の終着ホームであった。1番と2番のりばは折り返し列車の専用ホームであった。
2017年1月8日に臨時ホームの7番ホームが完成した。現在はすべての列車が6番と7番ホームで停車している。